# Könczei György
Könczei György (Budapest, 1958. május 2. –) egyetemi tanár, a szociológiai tudományok doktora, közgazdász, szociológus, a magyar fogyatékosságtudomány hazai "atyja", az Eötvös Lorand Tudományegyetem Bárczi Gusztáv Gyógypedagógiai Kar Fogyatékosságtudományi Doktori Műhelyének megalapítója (2009).

## Tanulmányai, tudományos életpályája
1972 és 1976 között a Könyves Kálmán Gimnáziumban, majd 1977-től 1982-ig a Marx Károly Közgazdaságtudományi Egyetem Külgazdasági szakán tanult, ahol később ösztöndíjas gyakornokként tevékenykedett. 1984 és 1989 között a Szövetkezeti Kutató Intézet tudományos munkatársa, mely akkor az alternatív társadalmi törekvések legkiválóbb tudományos műhelye volt. Itt esélyt kapott arra, hogy megismerkedjen és tudományosan foglalkozhasson a fogyatékosság problémájával. Korai publikációiból válik világossá először Magyarországon az orvosi-gyógypedagógiai szakmán kívül állók részére, hogy a fogyatékosság nem kizárólag egészségi-testi probléma és nem az egyének problémája, hanem alapvető társadalmi igazságtalanság, amelynek lényege a kirekesztettség, a diszkrimináció. 1990 és 1998 között a Budapesti Közgazdaságtudományi Egyetem oktatója.
Oktatói, kutatói tevékenysége mellett 1992 és 1993 között a Népjóléti Minisztérium Miniszteri Kabinetjének főosztályvezető-helyettese, majd 1997 és 1999 között miniszteri főtanácsadó.
1992 és 1994, majd 1996 és 1998 között az ENSZ, ILO és Európai Tanácsnak szakértője.
1995 és 1996 között a Soros Alapítvány programigazgatója.
2000 óta az Eötvös Loránd Tudomány Egyetem Bárczi Gusztáv Gyógypedagógiai Kar tanára, 2000 és 2001 között tudományos főigazgató-helyettese, majd 2005-ig főigazgatója. 2004 és 2014 között az ELTE BGGYFK Foglalkoztatási Rehabilitációs Kutatócsoport vezetője, 2014 óta a ELTE Fogyatékosság és Társadalmi Részvétel Intézet intézetigazgatója, 2010 és 2011 között a Center for the Human Rights of Users and Survivors of Psychiatry Advisory Board tanácsadó testületének tagja.
2004 és 2005 között Fulbright kutató vendégprofesszor (City University of New York, Brooklyn College). 2009 óta a Fogyatékosság és Társadalom periodika főszerkesztője.

## Jogalkotó munkássága
A hazai és nemzetközi fogyatékosügyi törvénykezésben kiemelt szerepe volt.
A Népjóléti Minisztériumban részidős foglalkoztatottként az Európai Szociális Charta ratifikálásáért és a fogyatékos emberek esélyegyenlőség-törvényéért felelt.
Az egész szociális szakma előtt közismert és méltán megbecsült tény, hogy mekkora személyes szerepe van a fogyatékosügyi törvénykezés és programok kidolgozásában, az Önálló Élet elvének érvényre jutásában.
A kilencvenes években a magyar állam képviseletében részt vesz az ENSZ "Standard Rules"-ként közismert, a Fogyatékossággal élők esélyegyenlőségének szabályai (Standard Rules for Equalizing Opportunities of People with Disabilities, ENSZ, Bécs, 1992-93) című dokumentuma, az európai Szociális Charta módosítása és az ENSZ a Fogyatékossággal élő Személyek Jogairól szóló nemzeti egyezményének (ENSZ, New York, 2003-06) elkészítésében.
Hosszú ideig az Európa Tanács Európai Szociális Charta Kormánybizottságának tagja (1993 és 2000, majd 2002 és 2004 között), első alelnöke (2005-2007), elnöke (2007-2009).

## Közéleti munkássága
Gazdaságszociológiai empirikus kutatásai és az önálló élet akadályainak felismerése vezette rá arra a felismerésre, hogy a fogyatékos emberek társadalmi inklúziójának kulcseleme a munka, a foglalkoztatottság, az önálló jövedelem.
Kutatócsoportjai mellett kezdeményezést tesz Foglalkozási Rehabilitáció egyetemi alapképzési szak (BSc) alapítására. 2006-ban létrehozza a hatalmas sikert arató Foglalkoztatáspolitikai és Fogyatékosságtudományi Szabadegyetemet, 2007 és 2008-ban pedig a Fogyatékosságtörténeti Vándorkiállítást.
Mindezeken felül aktív kezdeményező szerepet vállal a felsőoktatás, felnőttoktatás modernizációja, az információs társadalom technikáinak a gyakorlatba ültetése terén, megteremti a Gyógypedagógiai Karon az e-learning szakmai és technikai alapjait, a www.disabilityknowledge.org honlap (2005 és 2011 között állt fenn) alapító szerkesztője.

## Művei
- Egy elfeledett filozófus: Zalai Béla; szerk., bev., jegyz. Könczei György; Közgazdaságtudományi Egyetem Rajk László Szakkollégium, Bp., 1983
- Ernst Bloch – marxizmus, utópia, remény; összeáll. Könczei György; MKKE Rajk László Szakkollégium, Bp., 1984 (Szakkollégiumi füzetek)
- A nem-orvosi rehabilitáció elméletéhez; Szövetkezeti Kutató Intézet, Bp., 1988 (Közlemények Szövetkezeti Kutató Intézet)
- Köszöntő Nyíri Tamás 70. születésnapjára / Festschrift für Tamás Nyíri zum 70. Geburtstag; szerk. Gelejiné Neubauer Irén, Könczei György, Helmut Erharter; magánkiadás, Bp., 1990
- Fogyatékosok a társadalomban. Újabb adalékok a kitaszítottság anatómiájához; Gondolat, Bp., 1992 (Terep)
- "Mégis, kinek az érdeke?". A fogyatékkutatás és a fogyatékospolitika útja a rehabilitációtól a független életig. Akadémiai doktori értekezés / Könczei György; A Rák Ellen, az Emberért, a Holnapért Társadalmi Alapítvány, Bp., 1994
- Gyulavári Tamás–Könczei György: Európai szociális jog; Osiris, Bp., 2000 (Osiris tankönyvek)
- Gyógypedagógia – határok nélkül. Ajánló bibliográfia az értelmileg akadályozottak segítőinek; szerk. Könczei György, Radványi Katalin; ELTE Bárczi Gusztáv Gyógypedagógiai Főiskolai Kar, Bp., 2002
- Kálmán Zsófia–Könczei György: A Taigetosztól az esélyegyenlőségig; Osiris, Bp., 2002 (Osiris tankönyvek)
- A módosított Európai szociális karta és Magyarország. Szeminárium az Európai szociális kartáról; szerk. Könczei György; Szociális és Munkaügyi Mininsztérium, Bp., 2007
- Az esélyegyenlőségtől a Taigetoszig? Fogyatékosságtudományi eredmények a "másik oldal" megértéséhez; szerk. Könczei György, Hernádi Ilona; L'Harmattan, Bp., 2016

## Díjai, elismerései
- ELTE Pro Ingenio tehetséggondozási nívódíj (2017)
- Budapest Főváros Zalabai Gábor esélyegyenlőségi díj (2012)
- Justitia Regnorum Fundamentum díj (2009)
- Charles Simonyi ösztöndíj (2008)
- Magyar Köztársasági Érdemrend Lovagkeresztje (2006)
- Soros Alapítvány ösztöndíj (1994)
- Európa Tanács ösztöndíja (1993)